# NGC 3436
NGC 3436 é uma galáxia lenticular (S0) localizada na direcção da constelação de Leo. Possui uma declinação de +08° 05' 39" e uma ascensão recta de 10 horas, 52 minutos e 27,4 segundos.